# Lagune de Zumpango
La lagune de Zumpango est une étendue d'eau saumâtre située au nord du bassin de la Vallée de Mexico, sur le territoire du municipe mexicain de Zumpango de Ocampo, dans l'État de Mexico. 
Jadis, il faisait partie des cinq lagunes de la vallée de Mexico qui constituait un système endoréique ou fermé.
À partir du XVIIe siècle, le gouvernement colonial espagnol a cherché à drainer le bassin fermé de la vallée de Mexico et en évacuer l'eau, à la suite des nombreuses et parfois catastrophiques inondations qui affectaient la ville de Mexico. Les eaux de la lagune de Zumpango furent alors connectées au bassin du Río Tula au moyen d'un tunnel (ce qui fut un échec), puis d'une tranchée appelée Tajo de Nochistongo, grands travaux d'ingéniérie hydraulique de cette époque. De ce fait, son extension fut considérablement réduite. Ces travaux furent continués au cours du XIXe siècle et au début du XXe.
Le lac a subi un long processus de dégradation de la qualité de ses eaux, à la suite de la forte présence d'établissements humains sur ses rives. Actuellement les collectivités locales et le gouvernement de l'État de Mexico ont élaboré des programmes pour sa sauvegarde et sa récupération, vu qu'il représente une grande valeur écologique pour le bassin de Mexico, et pour protéger la grande quantité d'espèces migratoire qui trouvent refuge sur ses rives et dans ses eaux.